# Vourles
Vourles település Franciaországban, Rhône megyében. Lakosainak száma 3353 fő (2022. január 1.). Vourles Brignais, Charly, Millery, Montagny, Orliénas és Saint-Genis-Laval községekkel határos.

## Népesség
A település népessége az elmúlt években az alábbi módon változott:
| Lakosok száma | 3207 | 3338 | 3468 | 3411 | 3400 | 3367 | 3402 | 3374 | 3353 |
|               | 2013 | 2015 | 2016 | 2017 | 2018 | 2019 | 2020 | 2021 | 2022 |